# Бендесторф
Бендесторф (њем. Bendestorf) општина је у њемачкој савезној држави Доња Саксонија. Једно је од 42 општинска средишта округа Харбург. Према процјени из 2010. у општини је живјело 2.380 становника. Посједује регионалну шифру (AGS) 3353003.

## Географски и демографски подаци
Бендесторф се налази у савезној држави Доња Саксонија у округу Харбург. Општина се налази на надморској висини од 36 метара. Површина општине износи 3,9 km². У самом мјесту је, према процјени из 2010. године, живјело 2.380 становника. Просјечна густина становништва износи 613 становника/km².